# Isabelle d'Ibelin (1241-1324)
Pour les articles homonymes, voir Isabelle d'Ibelin.
Isabelle d'Ibelin, née en 1241, décédée en 1324, reine de Chypre et de Jérusalem, fille de Guy d'Ibelin, maréchal et connétable de Chypre, et de Philippa Barlais.
Le 23 janvier 1255, elle épousa Hugues III roi de Chypre (1235 † 1284) et eut :
- Jean Ier de Lusignan (1267 † 1285), roi de Chypre
- Bohémond de Lusignan (1268 † 1281)
- Henri II de Lusignan (1271 † 1324), roi de Chypre
- Amaury II de Lusignan (1272 † 1310), roi de Chypre
- Marie de Lusignan (1273 † 1322) mariée en 1315 à Jacques II d'Aragon
- Aimery de Lusignan (1275 † 1316) connétable de Chypre
- Marguerite de Lusignan (1276 † 1296), mariée en 1288 à Thoros III d'Arménie
- Guy de Lusignan (1278 † 1303) connétable de Chypre
- Alice de Lusignan (1279 † 1324) mariée en 1295 à Balian d'Ibelin
- Helvis de Lusignan
- Isabelle de Lusignan (1280 † 1319) mariée à Constantin de Neghir, seigneur de Partzerpert († 1308), puis à Oshin Ier, roi d'Arménie. En 1315, elle épouse Ferdinand de Majorque, lequel meurt à la bataille de Manolada le 5 juillet suivant. De cette union naquit un fils posthume, Ferdinand, qui héritera de la vicomté d'Aumelas.